# Покатушки (Южный Парк)
«Покатушки» (англ. The Scoots) — пятый эпизод двадцать второго сезона мультсериала «Южный Парк». Вышел 31 октября 2018 года в США.

## Сюжет
Выкидывая мусор, Мистер Макки спотыкается об электросамокаты, которые были анонимно оставлены во всём городе. Во время поездки по городу Мистер Макки сбивает нескольких человек, которые их используют. Ночью он собирает все электросамокаты в городе и сбрасывает их со скалы. На утро он обнаруживает, что весь город опять заполнен ими, а некоторые даже находятся у него дома.
Эрик, Кайл, Стэн и Кенни решают использовать электросамокаты для сбора конфет на Хэллоуин. Однако ребята хотят исключить Кенни из этой затеи, так как у него нет смартфона и он не может оплатить использование самоката. Позже ребята узнают, что все дети решили использовать электросамокаты для сбора конфет.
Во время городского собрания полиция информирует жителей о том, что дети будут использовать самокаты и надо купить для них очень много конфет. Граждане предлагают вместо этого просто избавиться от самокатов, но Мистер Макки говорит, что это невозможно. Отчаявшись, Кенни приходит к Мистеру Макки. Он говорит, что не может использовать электросамокаты, потому что у него нет смартфона. Мистер Макки решает с Кенни сбить вышку сотовой связи, чтобы отключить телефонную связь. После отключения сети все самокаты перестают работать. Ребята решают собирать конфеты вручную вместе с Кенни.